# 德尔伯特·曼
德尔伯特·曼（英語：Delbert Mann，1920年1月30日—2007年11月11日）是一名美國电视和电影導演，曾擔任美國導演工會主席。

## 生平
德尔伯特·曼出生於美國堪薩斯州勞倫斯，雙親是教授與學校老師。
德尔伯特·曼以《馬蒂》獲得奧斯卡最佳影片獎等四項大獎與法國坎城影展金棕櫚獎，是史上三位（另外兩位導演是比利·懷德與羅曼·波蘭斯基）以同一部電影同時獲得奧斯卡最佳導演獎與金棕櫚獎的導演之一。

## 外部連結
- 德尔伯特·曼在互联网电影资料库（IMDb）上的資料（英文）
- 德尔伯特·曼在豆瓣上的资料（简体中文）
- Hollywood Reporter: Director Delbert Mann dies at 87 （页面存档备份，存于）
- Archive of American Television Interview With Delbert Mann （页面存档备份，存于）